# Weagamow Lake
Weagamow Lake är en sjö i Kanada.   Den ligger i Kenora District och provinsen Ontario, i den sydöstra delen av landet, 1 400 km nordväst om huvudstaden Ottawa. Weagamow Lake ligger 286 meter över havet. Arean är 201 kvadratkilometer. Den sträcker sig 18,1 kilometer i nord-sydlig riktning, och 29,6 kilometer i öst-västlig riktning.
Trakten runt Weagamow Lake är nära nog obefolkad, med mindre än två invånare per kvadratkilometer.